# Dios le Guarde
Dios le Guarde ist ein Ort und eine nordspanische Gemeinde (municipio) mit 125 Einwohnern (Stand: 2024) in der Provinz Salamanca in der Autonomen Gemeinschaft Kastilien und León. 

## Geografie
Dios le Guarde liegt etwa 89 Kilometer südwestlich von Salamanca in einer Höhe von ca. 815 m am Río Morasverdes. 

## Bevölkerungsentwicklung
| Jahr      | 1900 | 1950 | 1960 | 1970 | 1981 | 1991 | 2001 | 2011 | 2021 |
| Einwohner | 284  | 394  | 398  | 351  | 235  | 181  | 166  | 157  | 117  |

## Sehenswürdigkeiten
- Kirche der Unbefleckten Empfängnis (Iglesia de la Purísima)
- Wasserturm

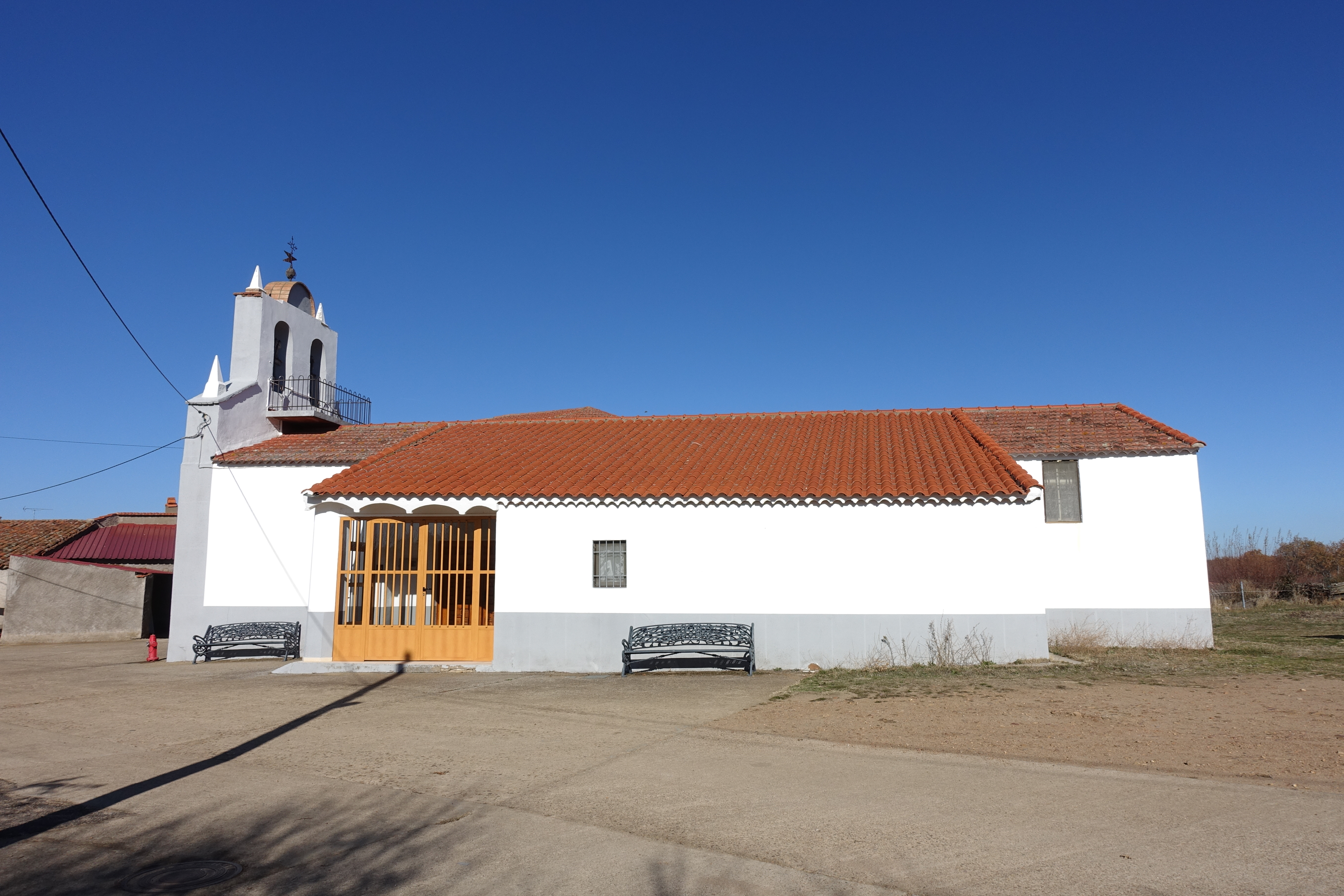
Kirche der Unbefleckten Empfängnis
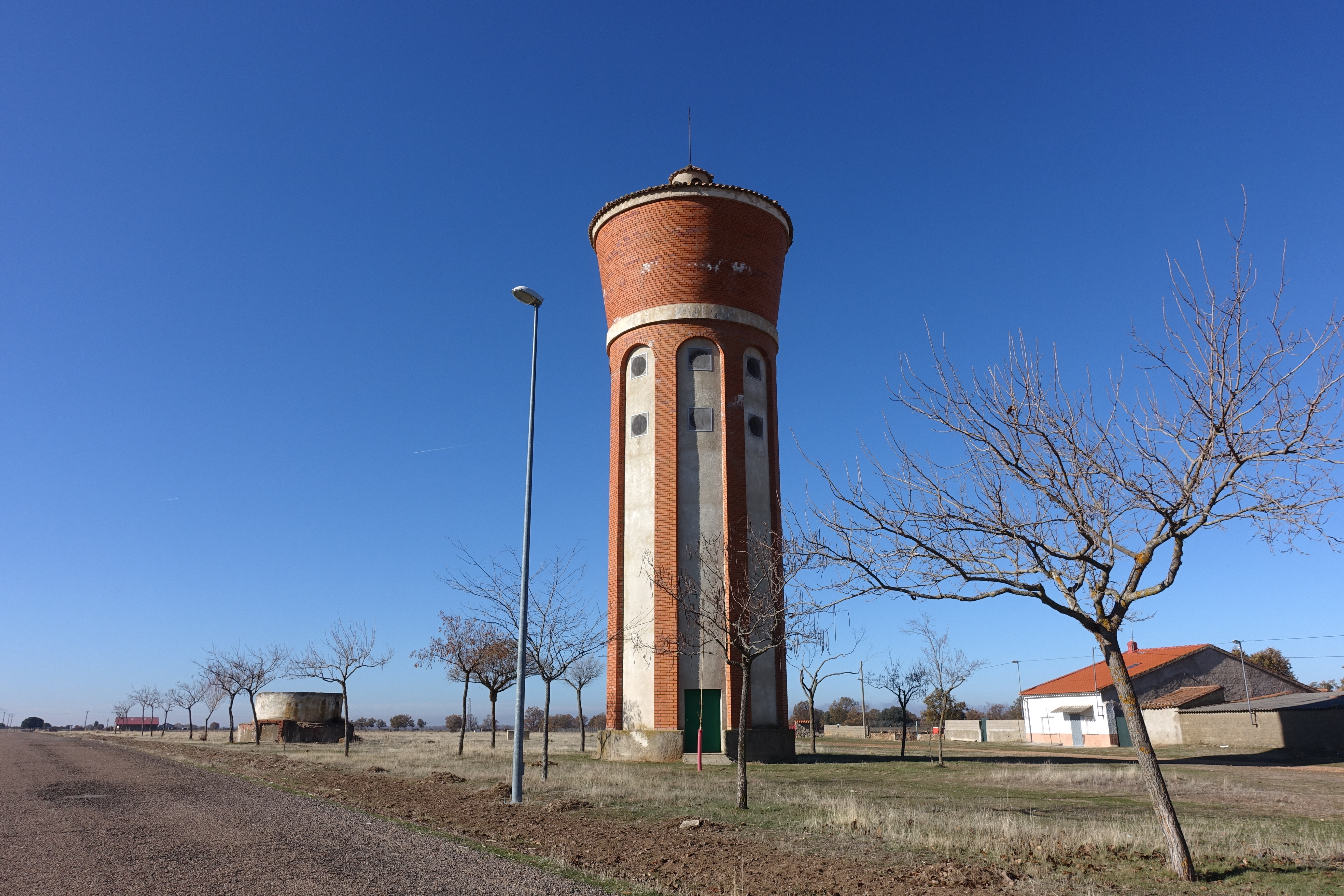
Wasserturm
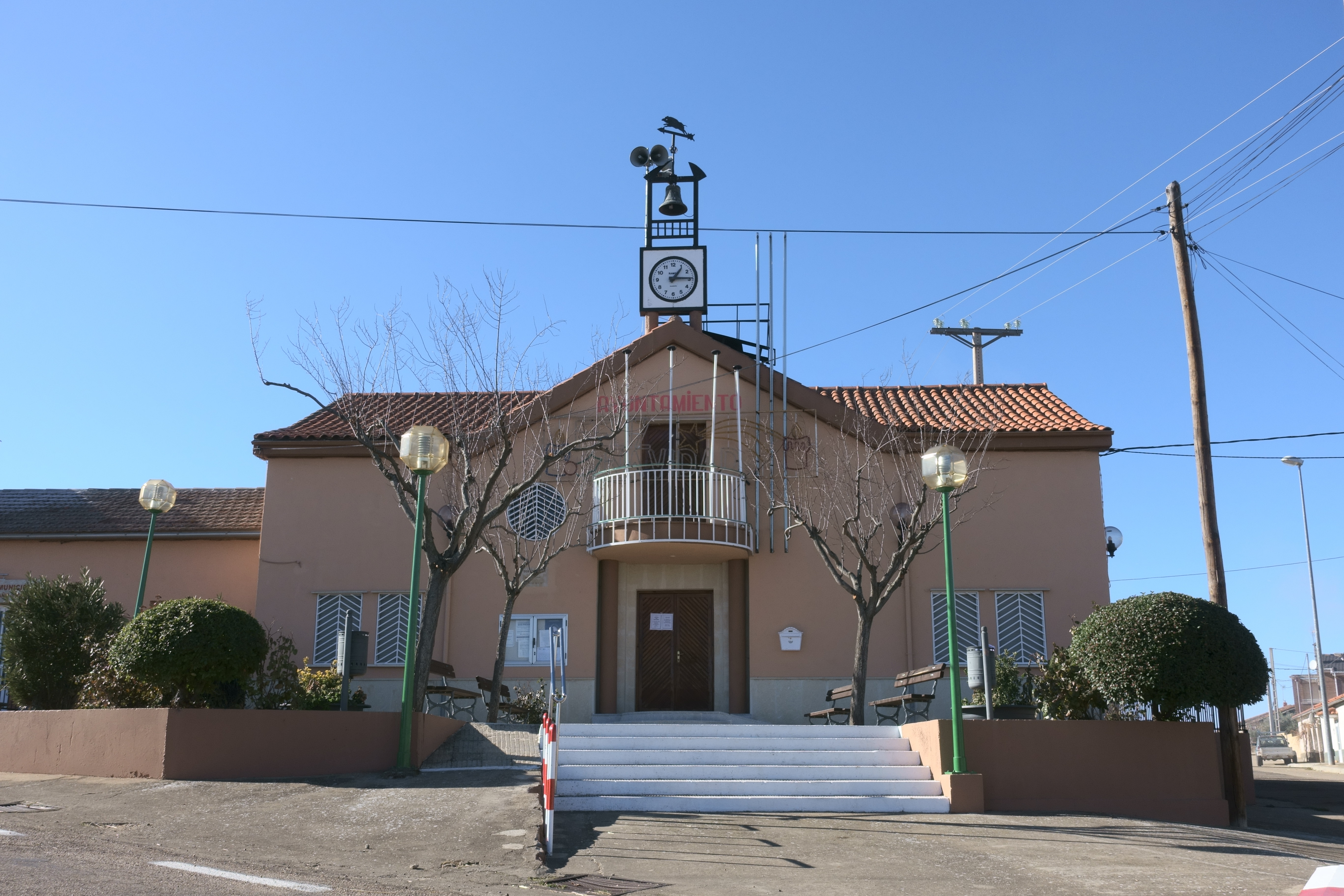
Rathaus